# Rodolfo Menéndez Mena

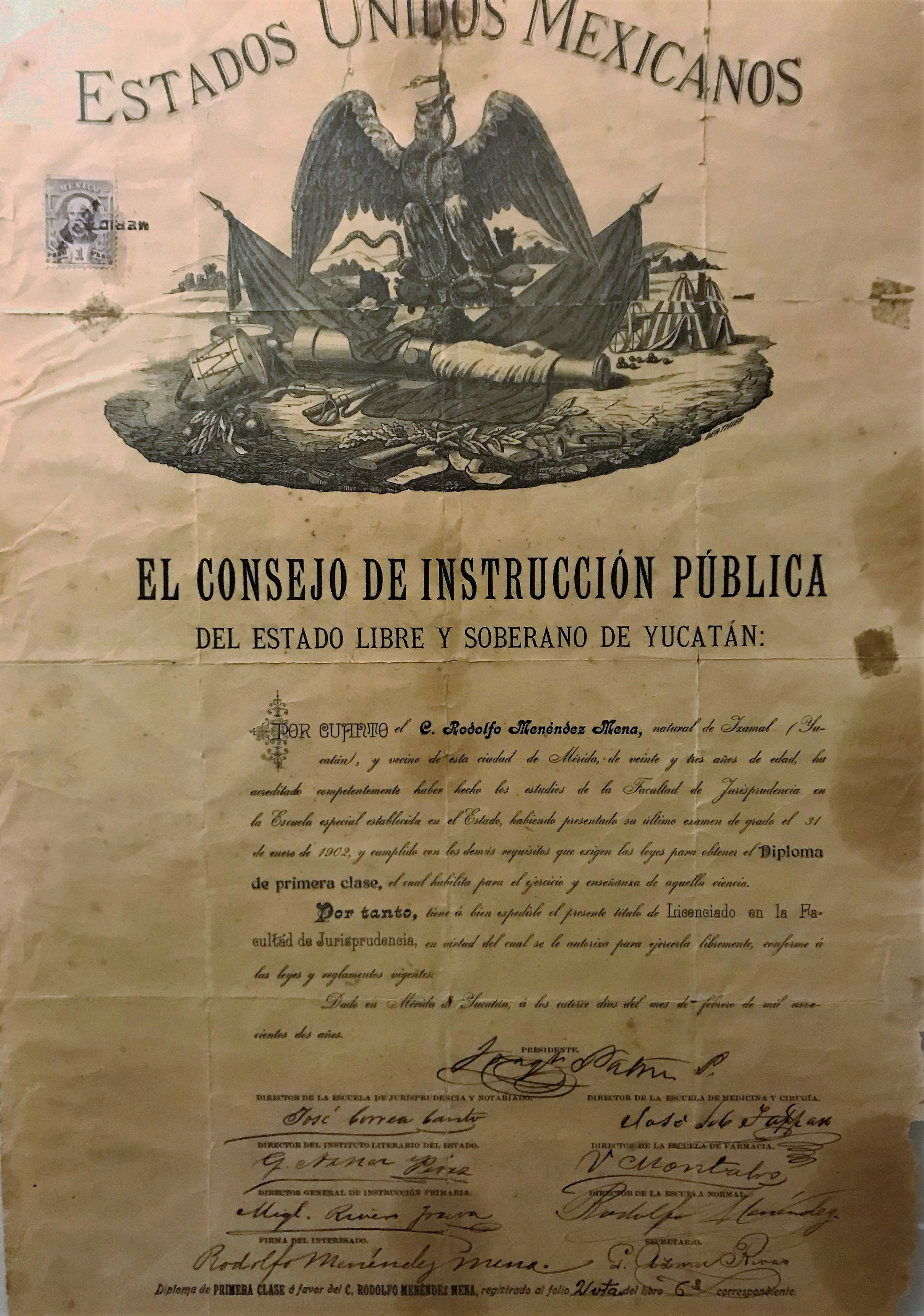
Título profesional de Rodolfo Menéndez Mena. 1902. Adviértase entre las firmas de autentificación, la de su padre, Rodolfo Menéndez de la Peña, a la sazón director de la Escuela Normal del Estado de Yucatán e integrante del Consejo de Instrucción Pública, institución estatal responsable de la expedición de títulos profesionales en la época.

Rodolfo de la Luz Menéndez Mena fue un abogado, profesor y escritor mexicano, nacido en 1878 en Izamal, Yucatán y fallecido en Nueva York, Estados Unidos, en 1933, antes de cumplir los 55 años. Segundo de diez hijos del pedagogo e historiador cubano-mexicano Rodolfo Menéndez de la Peña y de Flora Mena Osorio.

## Estudios y tarea pública
Estudió abogacía en la Facultad de Jurisprudencia del Estado de Yucatán donde obtuvo su título el año de 1902. Se incorporó a la masonería como muchos de sus coetáneos liberales. Fue profesor durante muchos años del Instituto Literario del estado de Yucatán. Ejerció su profesión como defensor de oficio y, tiempo después, fue nombrado juez de distrito en la Ciudad de Mérida. Fue miembro de clubes sociales progresistas que estaban atentos al cambio revoucionario que se daba en el México de ese entonces, como el Club Unión y la Liga de Acción Social, presidida por don Gonzalo Cámara Zavala. En 1912, fue vicepresidente del Consejo fundador de la Revista de Yucatán, antecedente directo del Diario de Yucatán, periódico liberal yucateco que posiblemente sea el diario de mayor antigüedad en México.

## Tarea en el gobierno alvaradista
A la llegada al gobierno estatal del general Salvador Alvarado en 1915, fue nombrado por este (1916) oficial mayor del gobierno y posteriormente presidente de la Comisión de Legislación, en cuya responsabilidad hubo de proponer y revisar buena parte de la legislación revolucionaria que promovió y promulgó Salvador Alvarado en su gobierno en Yucatán, entre ellas la Ley Agraria y las Leyes laborales que modificaron el estado de injusticia en el que se encontraban los trabajadores yucatecos, particularmente los campesinos, sometidos a la voluntad entonces omnímoda de los hacendados y de los industriales del henequén que ya habían sido señalados con el apelativo de Casta divina. Este desempeño que le valió el reconocimiento de buena parte de la sociedad yucateca, entonces en plena transformación, también le atrajo el encono de aquellos a quienes se estaba sustrayendo poder y capacidad para seguir medrando a costa de la clase trabajadora.
Al terminar el régimen de Salvador Alvarado en 1918 y cambiar la correlación de fuerzas políticas, particularmente en el grupo del ejército constitucionalista comandado por Venustiano Carranza, y consecuentemente en el estado de Yucatán, quienes habían colaborado con Salvador Alvarado, quedaron a merced del revanchismo persecutorio de quienes accedieron posteriormente al poder en aquellos años revolucionarios y convulsos tanto en el conjunto del país, como en la península de Yucatán.
Menéndez además, dentro de su concepción liberal y perspectiva agnóstica, había escrito y publicado textos en contra de la persecución religiosa conducida en el país por el obregonismo, que poco después llegaría al poder federal una vez consumado el asesinato del presidente Carranza.
Asimismo, se pronunció pública y enérgicamente en contra de la conspiración que condujo a la muerte de Venustiano Carranza y favoreció. junto con el ya para entonces defenestrado Salvador Alvarado, en 1923, la rebelión delahuertista, en contra del gobierno Obregón y de su propósito de asegurar la sucesión presidencial en 1924 en favor de Plutarco Elías Calles.

## Vida en el exilio
En compañía de su familia en 1918 habría de trasladarse a los Estados Unidos de América radicando un tiempo en Nueva Orleans, Luisiana, para domiciliarse más tarde y de manera definitiva en la ciudad de Nueva York desde donde mantuvo contacto y correspondencia con Salvador Alvarado, a quien inclusive llegó a esconder y resguardar en su departamento neoyorquino, cuando el general se vio perseguido hasta en el extranjero por sus adversarios políticos de México que habían accedido al poder público. Esa relación duró hasta la muerte por asesinato del revolucionario sinaloense, ocurrida en 1924, quien cayó víctima de la traición en el Estado de Tabasco, México.
Esto último hizo que Rodolfo Menéndez tomara la decisión de nunca más retornar a su país de origen. 
Al verse impedido de ejercer su profesión por razones de nacionalidad, se ganó el sustento como traductor de textos jurídicos y técnicos. Murió de un síncope cardíaco en la ciudad de Nueva York a la edad de 54 años. A su fallecimiento, su familia regresó a establecerse en México.

## Obra
- Conspiración en contra del Presidente Venustiano Carranza. Mérida, Yucatán, 1918
- La obra del clero y la llamada persecución religiosa en México. Defensa de la política Reformista y Anticlerical del Constitucionalismo. Mérida, Yucatán, México: La voz de la Revolución. 1916
- Criterio revolucionario. La expiación del fariseísmo. Talleres tipográficos del gobierno Constitucionalista. Mérida, Yucatán, 1915